# وعلان حرجي
وعلان حرجي (الاسم العلمي:Commelina sylvatica) هو نوع من النباتات يتبع جنس الوعلان من الفصيلة الوعلانية.